# Taeniopteryx kuehtreiberi
Taeniopteryx kuehtreiberi är en bäcksländeart som beskrevs av Aubert 1950. Taeniopteryx kuehtreiberi ingår i släktet Taeniopteryx och familjen vingbandbäcksländor. Inga underarter finns listade i Catalogue of Life.